# 연애남매
연애남매는 2024년 3월 1일부터 2024년 6월 14일까지 Wavve와 JTBC에서 방송되었던 짝짓기 예능이다.

## 참가자
- 박재형
- 박새승
- 이용우
- 이주연
- 박초아
- 박철현
- 이윤하
- 이정섭
- 김윤재
- 김지원